# Anatoli Wiktorowitsch Schdanowitsch
Anatoli Wiktorowitsch Schdanowitsch (russisch Анатолий Викторович Жданович; * 23. Dezember 1961 in Nowosibirsk, Sowjetunion) ist ein ehemaliger sowjetischer Biathlet und heutiger Biathlontrainer.

## Karriere
Anatoli Schdanowitsch war in den späten 1980er Jahren Mitglied der sowjetischen Biathlonnationalmannschaft und startete zum Ende seiner Karriere für das Vereinte Team. Bei Weltmeisterschaften gewann er drei Medaillen, die erste noch für die Sowjetunion 1990 in Minsk, als er Bronze im Einzel erreichte. Dies blieb seine einzige Medaille in einem Individualwettbewerb. Ein Jahr später wurde er in Lahti Dritter in der Mannschaft, gemeinsam mit Sergei Tarassow, Sergei Tschepikow und Waleri Medwedzew für das Vereinte Team startend. Seinen größten internationalen Erfolg feierte Schdanowitsch bei den Biathlon-Weltmeisterschaften 1992 in seiner Heimat Nowosibirsk. Mit Jauhen Redskin, Alexander Tropnikow und Alexander Popow gewann er im Mannschaftswettkampf die Goldmedaille.
Auch national konnte Schdanowitsch Erfolge verzeichnen, er war 1987 sowjetischer Meister mit der Militärpatrouillenstaffel und 1988 mit der Biathlonstaffel, daneben noch drei Mal Staffeldritter (1985–1987). Er leitet die Kinder- und Jugendschule Lokomotive für Biathlon in Nowosibirsk. Sein Sohn Konstantin ist ebenfalls Biathlet.